# Brave (bài hát của Sara Bareilles)
"Brave" (tạm dịch: Can đảm) là một bài hát của nữ ca sĩ kiêm sáng tác nhạc người Mỹ Sara Bareilles, trích từ album phòng thu thứ tư của cô mang tên The Blessed Unrest (2013). Bài hát này được chính Bareilles và Jack Antonoff của ban nhạc fun. sáng tác và được lấy cảm hứng từ một người bạn của cô khi đang băn khoăn trong việc công khai thiên hướng tình dục của mình. Bareilles nhờ Mark Endert đảm nhiệm phần sản xuất cho bài hát này nhằm gây được chú ý tại các đài phát thanh. "Brave" sau cùng cũng được phát hành dưới dạng đĩa đơn kỹ thuật số đầu tiên từ album trên toàn cầu vào ngày 23 tháng 4 năm 20 năm 2013, thông qua hãng Epic Records.
"Brave" nhận được nhiều đánh giá tích cực từ các nhà phê bình âm nhạc, với những nhận xét cho rằng cô đang dần chuyển đổi thành các danh ca nữ khác như Fiona Apple và Florence Welch, cùng nhiều ý kiến so sánh bài hát với đĩa đơn ăn khách "Roar" của nữ ca sĩ Katy Perry. "Brave" trở thành đĩa đơn đạt đến top 40 thứ ba của Bareilles tại Hoa Kỳ, khi đạt đến vị trí thứ 23, trong khi vươn đến top 3 tại Úc và là đĩa đơn đạt hạng cao nhất của cô tại đó. Nó đồng thời cũng đạt đến vị trí thứ 4 tại New Zealand, thứ 26 tại Hàn Quốc, thứ 58 tại Canada và thứ 88 tại Nhật Bản. Bài hát còn được trình bày lại bởi Lea Michele và Naya Rivera trong tập phim thứ 97 của loạt phim truyền hình Glee, được công chiếu vào ngày 25 tháng 2 năm 2014. Nó còn được xuất hiện trong đoạn quảng cáo cho dòng điện thoại Nokia Lumia 1020.
Video âm nhạc đi kèm do nữ Diễn viên Rashida Jones đạo diễn, với nhiều cảnh Bareilles đang hát xen kẽ với những đoạn video mọi người đang nhảy tại nhiều nơi công cộng như thương xá, phòng tập thể hình, thư viện và trạm xe buýt. Cô cũng trình diễn "Brave" trong nhiều chương trình trực tiếp như The Today Show và The Voice. Nó còn được đề cử tại Giải Grammy cho Trình diễn giọng pop xuất sắc nhất trong mùa giải lần thứ 56. Cho dù đạt nhiều thành công tại thị trường quốc tế, thì đến tận tháng 3 năm 2014, tức là gần một năm sau ngày phát hành đầu tiên, "Brave" mới được chọn ra mắt tại Anh Quốc.

## Bối cảnh sáng tác và kết cấu bài hát
"Brave" được sáng tác bởi chính Bareilles và Jack Antonoff từ nhóm nhạc fun. vào năm 2011. Antonoff mô tả ca khúc này "như một bài thánh ca về quyền con người đúng vào thời điểm chưa hề có bất kì bản thánh ca nào như thế." Bareilles cũng từng nhắc đến bài hát này ở nhiều buổi phỏng vấn, khi tiết lộ cảm giác "có rất nhiều danh dự, tính chính trực và nét đẹp khi bạn trở thành đúng con người thật của mình, [và] nó rất quan trọng để trở nên dũng cảm vì chính khi thực hiện nó, bạn cũng tự cho người khác quyền lợi để thực hiện điều đó." Trạm phát thanh The Pulse công bố đĩa đơn này lần đầu vào ngày 17 tháng 4 năm 2013. Sau đó, vào ngày 22 tháng 4, "Brave" được phát hành dưới dạng đĩa đơn kỹ thuật số đầu tiên trích từ album The Blessed Unrest trên toàn cầu vào ngày 23 tháng 4 năm 2013, thông qua hãng Epic Records.
"Brave" là một bài hát theo thể loại pop với nhịp điệu 92 nhịp một phút. Trong suốt "đoạn điệp khúc uy nghi" mà Jason Lipshutz của Tạp chí Billboard mô tả, Bareilles khuyến khích người nghe nói lên, cất giọng hát, "Say what you wanna say, and let the words fall out, honestly I want to see you be brave." Cô tiết lộ việc chắp bút cho bài hát này được lấy cảm hứng từ một người bạn thân của cô, khi người đó đang trăn trở trong việc công khai thiên hướng tình dục của mình. Bareilles yêu cầu Mark Endert đảm nhiệm phần sản xuất cho bài hát này nhằm gây được chú ý tại các đài phát thanh, khi nói rằng "Tôi muốn các bài hát của mình được chơi trên các trạm phát thanh. Nhưng tôi không thực sự muốn điều đó đến nỗi phải bất chấp thực hiện bằng bất cứ điều gì."

## Đón nhận
"Brave" nhận được nhiều đánh giá tích cực từ phía các nhà phê bình nghệ thuật, với một bài nhận xét từ Tạp chí Entertainment Weekly cho rằng Bareilles đang dần chuyển hướng sang các nữ danh ca khác như Fiona Apple và Florence Welch. Jenna Hally Rubenstein từ MTV viết rằng "[Brave] đánh dấu một bước ngoặt mới cho Sara. Khi rũ bỏ đi âm điệu nhẹ nhàng trước đây, với nhiều bản ballad chậm hợp thành, mà 'Brave' chính là bài hát theo trào lưu thịnh hành và dễ gây chú ý trên các trạm phát thanh nhất của cô cho đến hiện nay." Julianne Hilmes của Tạp chí Vox cho rằng bài hát mang "màu sắc cổ điển của Sara Bareilles trong đó. Tinh thần của bài hát này là: cất tiếng nói đi!" Jon Caramanica của tờ The New York Times cho một bài đánh giá trái chiều, khi xem nó là một "[bài hát] bùng nổ" và "xác nhận sự ngọt ngào của quý cô Bareilles lẫn chất giọng táo bạo kia đôi khi không có hiệu quả nào hơn nữa."

### Tranh cãi xung quanh Katy Perry vàRoar
Vào ngày 10 tháng 8 năm 2013, Katy Perry cho phát hành đĩa đơn "Roar". Không lâu sau đó, có nhiều cáo buộc cho rằng Perry sao chép "Brave." Khi Bareilles được hỏi về vấn đề này, cô trả lời "Katy là một người bạn của tôi và chúng tôi cũng quen biết nhau trong một thời gian dài," và tỏ ra tức giận khi biết về việc là "tâm điểm tiêu cực giữa hai nghệ sĩ mà họ mong muốn truyền đi một thông điệp tích cực." Cô cũng nhắc đến việc biết trước về "Roar" trước khi nó được phát hành và khẳng định "Nếu tôi không giận thì cũng chẳng biết ai ngoài tôi có quyền bực bội về chuyện này."
Để phản bác lại lời buộc tội này, nhà đồng sản xuất và sáng tác nên "Roar", Dr. Luke có tweet vào ngày 14 tháng 8 năm 2013: "Roar được viết và thu âm trước khi Brave được phát hành." Vào lúc "Brave" nhận được sự chú ý của giới truyền thông do vụ tranh cãi này, hãng Epic Records quyết định quảng bá "Brave" trên các đài phát thanh pop thịnh hành. Perry và Bareilles có trình diễn "Roar" cùng Bonnie McKee, Ellie Goulding, Kacey Musgraves, và cặp đôi Tegan and Sara trên chương trình We Can Survive: Music for Life vào ngày 23 tháng 10 năm 2013.

## Diễn biến thương mại
Trong tuần lễ cuối ngày 5 tháng 5 năm 2013, "Brave" mở đầu tại vị trí thứ 61 trên Billboard Hot 100 và ở vị trí thứ 20 trên Hot Digital Songs, với 76,000 bản kĩ thuật số đã được tiêu thụ. 9 tuần sau đó, bài hát nhảy từ vị trí thứ 70 lên vị trí thứ 66, với lượng doanh số tăng đến 80%. Đến tháng 12 năm 2013, nó đạt đến vị trí thứ 26, trở thành đĩa đơn đạt đến top 40 thứ ba của cô tại thị trường Hoa Kỳ, theo sau "Love Song" và "King of Anything". Sau cùng, vào tháng 2 năm 2014, bài hát đạt đến vị trí thứ 23 trên Billboard Hot 100, sau khi tăng lượng doanh số và lượt nghe từ lần trình diễn tại giải Grammy. Bài hát đạt mốc 1 triệu bản vào tháng 11 năm 2013, và mốc 2 triệu bản vào tháng 4 năm 2014.
Bài hát còn đạt hạng tại Canada ở vị trí thứ 58, thứ 26 tại Hàn Quốc, và ở hạng thứ 88 tại Japan Hot 100. Tại Úc, bài hát này đạt được đến vị trí thứ 3 và trở thành đĩa đơn thứ hai của cô tại đó, kể từ khi "Love Song" đạt đến vị trí thứ 4 vào tháng 7 năm 2008. Tại New Zealand, bài hát mở đầu tại vị trí thứ 15 trên New Zealand Singles Chart vào ngày 3 tháng 2 năm 2014, tức hơn 9 tháng kể từ ngày phát hành quốc tế. Sau cùng bài hát đạt đến vị trí thứ 4, được chứng nhận đĩa Vàng bởi ARIA và trở thành đĩa đơn thứ hai của Bareilles đạt được top 10 tại đó.

## Video âm nhạc và trình diễn trực tiếp
Vào ngày 17 tháng 4 năm 2013, một video lời nhạc cho "Brave" được phát hành thông qua tài khoản Vevo của Bareilles. Video âm nhạc chính thức do nữ Diễn viên Rashida Jones từ loạt phim Parks and Recreation của đài NBC đạo diễn. Khi được hỏi cơ duyên hợp tác cùng nhau, Bareilles chia sẻ rằng nó "diễn ra một cách tình cờ, cũng là điều mà tôi cho rằng rất quan trọng với bản thân.... Tôi thích được làm việc cùng Rashida; tôi nghĩ cô ấy đúng là phép màu. Cô ấy rất sáng suốt và sáng tạo và có trí tưởng tượng và thật là một người làm chủ tuyệt vời. Tôi rất muốn được cộng tác với nhiều phụ nữ như thế." Video âm nhạc này được ghi hình tại Los Angeles, và được phát hành vào ngày 14 tháng 5 năm 2013. Video bao gồm nhiều cảnh Bareilles đang hát xen kẽ với những đoạn clip mọi người đang nhảy tại nhiều nơi công cộng như thương xá, phòng tập thể hình, thư viện và trạm xe buýt.
Vào ngày 23 tháng 4 năm 2013, Bareilles tham gia phỏng vấn và trình diễn trong phòng thu của đài phát thanh SiriusXM. Vào ngày 25 tháng 4 năm 2013, cô trình diễn bài hát này trên The Today Show. Vào ngày 29 tháng 4, năm 2013, cô tiếp tục trình diễn "Brave" và "Uncharted" trên AXS Live. Vào ngày 23 tháng 2 năm 2014, Bareilles trình diễn "Brave" tại Nhà trắng, trước sự hiện diện của Tổng thống Barack Obama và Phu nhân Michelle Obama.

## Danh sách bài hát
- Tải nhạc số[7]

1. "Brave" – 3:39

## Xếp hạng và chứng nhận doanh số
| Các bảng xếp hạng (2013–14)           | Thứ hạng cao nhất |
| ------------------------------------- | ----------------- |
| Úc (ARIA)                             | 3                 |
| Canada (Canadian Hot 100)             | 58                |
| Nhật Bản (Japan Hot 100)              | 88                |
| New Zealand (Recorded Music NZ)       | 4                 |
| South Korea (GAON)                    | 26                |
| Thụy Sĩ (Schweizer Hitparade)         | 67                |
| Anh Quốc (OCC)                        | 48                |
| Hoa Kỳ Billboard Hot 100              | 23                |
| Hoa Kỳ Pop Airplay (Billboard)        | 22                |
| Hoa Kỳ Adult Pop Airplay (Billboard)  | 3                 |
| Hoa Kỳ Adult Contemporary (Billboard) | 2                 |

| Các bảng xếp hạng (2013)          | Thứ hạng |
| --------------------------------- | -------- |
| US Billboard Hot 100              | 96       |
| US Adult Pop Songs (Billboard)    | 8        |
| US Adult Contemporary (Billboard) | 22       |

| Quốc gia                                                                           | Chứng nhận  | Số đơn vị/doanh số chứng nhận |
| ---------------------------------------------------------------------------------- | ----------- | ----------------------------- |
| Úc (ARIA)                                                                          | 2× Bạch kim | 140.000                       |
| New Zealand (RMNZ)                                                                 | Bạch kim    | 15,000                        |
| Hoa Kỳ (RIAA)                                                                      | Bạch kim    | 2,000,000                     |
| * Chứng nhận dựa theo doanh số tiêu thụ. ^ Chứng nhận dựa theo doanh số nhập hàng. |             |                               |

## Lịch sử phát hành
| Quốc gia      | Ngày phát hành      | Định dạng   | Nhãn thu âm  |
| ------------- | ------------------- | ----------- | ------------ |
| Toàn thế giới | 23 tháng 4 năm 2013 | Tải nhạc số | Epic Records |